# Talisayan
Talisayan è una municipalità di quarta classe delle Filippine, situata nella Provincia di Misamis Oriental, nella Regione del Mindanao Settentrionale.
Talisayan è formata da 18 baranggay:
- Bugdang
- Calamcam
- Casibole
- Macopa
- Magkarila
- Mahayag
- Mandahilag
- Mintabon
- Pangpangon
- Poblacion
- Pook
- Punta Santiago
- Puting Balas
- San Jose
- Santa Ines
- Sibantang
- Sindangan
- Tagbocboc